# Boeing Field
Boeing Field, tên chính thức là Sân bay quốc tế King County (IATA: BFI, ICAO: KBFI, FAA LID: BFI), là một sân bay công cộng thuộc sở hữu và điều hành bởi quận King, năm dặm về phía nam của trung tâm thành phố Seattle, tiểu bang Washington. Sân bay là đôi khi được gọi là KCIA, nhưng đây không phải là định danh sân bay. Sân bay này có một số dịch vụ phục vụ hành khách, nhưng chủ yếu được sử dụng bởi hàng không chung và vận tải hàng hóa. Nó được đặt theo tên người sáng lập của Boeing, William E. Boeing.
Khuôn viên của sân bay là chủ yếu ở Seattle ngay phía nam của Georgetown, với mũi phía nam của nó mở rộng vào Tukwila. Sân bay có diện tích 594 mẫu Anh (240 ha) và có hơn 375.000 chuyến bay hàng năm.